# Aphis pashtshenkoae
Aphis pashtshenkoae är en insektsart som beskrevs av Remaudière, G. 1997. Aphis pashtshenkoae ingår i släktet Aphis och familjen långrörsbladlöss. Inga underarter finns listade i Catalogue of Life.